# Chaim-Mosche Schapira

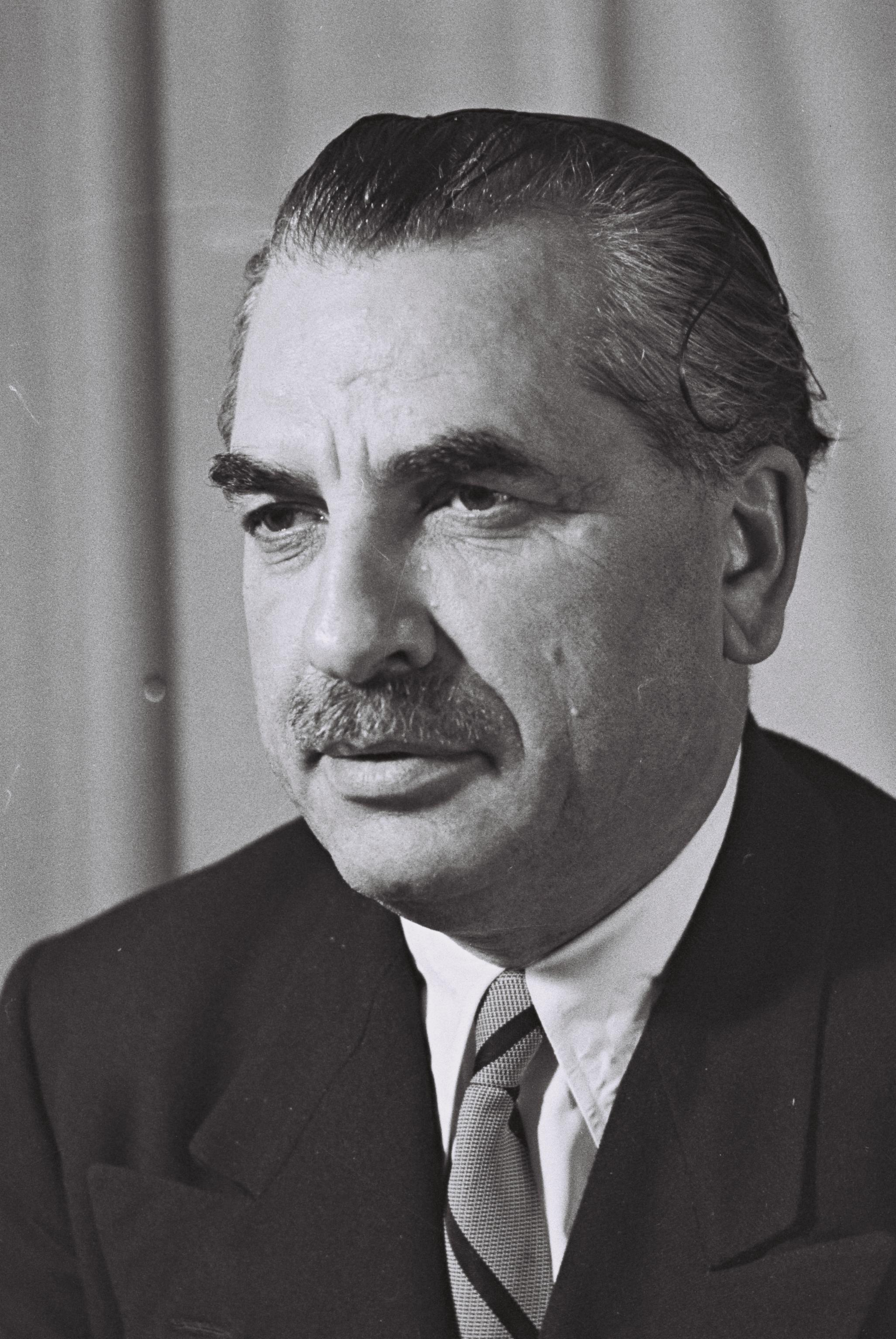
Chaim-Mosche Schapira, 1951

Chaim-Mosche Schapira (hebräisch חיים משה שפירא; * 26. März 1902 in Grodno, Russisches Kaiserreich; † 16. Juli 1970 in Tel Aviv) war ein israelischer religiös-zionistischer Politiker (HaPo’el haMisrachi, ab 1956 Mafdal) und Unterzeichner der israelischen Unabhängigkeitserklärung. Er war von 1949 bis 1970 Abgeordneter in der Knesset und mehrmals Minister (u. a. für Gesundheit, Inneres und Religionsausübung).

## Leben
Schapira wurde in Grodno im heutigen Belarus geboren. Nach dem Ersten Weltkrieg lebte er in Litauen und Polen, wo er zu den Gründern des Jungen Misrachi, der Jugendorganisation der religiös-zionistischen Bewegung, gehörte und an einer orthodox-jüdischen Schule unterrichtete. Er nahm 1925 am internationalen Zionistenkongress teil und wanderte im selben Jahr nach Palästina aus. Dort wurde er 1928 ins Zentralkomitee von HaPo’el haMisrachi, dem Arbeiterflügel der religiösen Zionisten gewählt. Von 1936 bis 1948 war er Leiter der Abteilung für Alija (Einwanderung nach Palästina) der Jewish Agency.
Schapira war am 14. Mai 1948 einer der Unterzeichner der israelischen Unabhängigkeitserklärung. Anschließend war er zunächst von 1948 bis 1951 Minister für Gesundheit und Einwanderung in den Regierungen von David Ben-Gurion. Am 9. November 1948 gab er eine Untersuchungskommission zum Massaker von Al-Dawayima in Auftrag. Den Archivquellen zufolge war es ihm ein wirkliches Anliegen, die Ermordung von Zivilisten durch israelische Armeeangehörige zu unterbinden und auch zu bestrafen. Die eingesetzte Kommission hatte jedoch keine Weisungsbefugnisse und die verdächtigten Armeeangehörigen entzogen sich. In der Sitzung vom 17. November 1948 nannte er die Gewalt gegen Zivilisten eine „Epidemie“, die es zu beenden galt, und zeigte sich wütend und hilflos, als er sagte, „wir leben im Paradis der Idioten. [...] Mit eigenen Händen erschüttern wir das moralische Fundament der Regierung“.
Spätere Regierungsbeteiligungen standen unter der Leitung von Levi Eschkol und Golda Meir, in denen die religiösen Zionisten mit der Arbeiterpartei Mapai koalierten. Von 1949 bis 1952 war er Innenminister, von 1951 bis 1958 war er Religionsminister, von 1952 bis 1958 war er Wohlfahrtsminister. Sowohl im Jahr 1955, als auch von 1959 bis 1970 war er erneut Innenminister. Von 1961 bis 1966 war er Gesundheitsminister.
Nach der im Juni 1956 vollzogenen Gründung der Nationalreligiösen Partei (Mafdal), Fusion aus der bürgerlich-zentristischen und zionistisch-orthodoxen Partei Geistiges Zentrum (HaMisrachi) und der zionistisch-orthodoxen Arbeiterpartei (HaPo’el haMisrachi), wurde er der erste Vorsitzender der neuen Partei. Dieses Amt übte er bis zu seinem Tode im Jahr 1970 aus. Sein Nachfolger wurde Josef Burg.